# Liebherr
Liebherr Group або Лібхерр Груп (нім. Liebherr) — міжнародна група компаній-виробників обладнання, походить з Німеччині, виробничі потужності базуються у Швейцарії.
До складу групи входять 130 компаній, які формують 11 напрямків: земельні роботи, видобуток, мобільні крани, баштові крани, виробництво бетону, морські крани, аерокосмічні та транспортні системи, верстати та системи автоматизації, побутова техніка та її складники. До 2007 року це був найбільший у світі виробник кранів. 

## Історія
Бізнес започаткував у 1949 році Ганс Лібхерр у Кірхдорфі-на-Іллері (Баден-Вюртемберг, Німеччина), і він все ще повністю належить родині Лібхерр. Холдингова компанія групи компаній Liebherr є Liebherr-International AG у швейцарському місті Бюль, ним разом керують Ізольда та Віллі Лібхерр (діти Ганса). У 2012 році до керівництва деякими підрозділами були долучені представники третього покоління.
У 2005 році журнал Forbes зазначив їх у списку мільярдерів. У 1974 році Інститут Франкліна нагородив Ганса Лібхерра медаллю Франка П. Брауна.

## Продукція
Лінійка продукції, що випускається компанією, включає:
- землерийне обладнання
- гірниче обладнання
- крани: мобільні, гусеничні, баштові, морські, мобільні конструкції
- дизельні двигуни
- машини глибокого фундаменту
- обладнання для бетону
- вантажно-розвантажувальне обладнання
- портове обладнання
- верстати
- системи автоматизації
- побутові холодильники та морозильні камери
- авіаційне обладнання
- готелі
- механічні, гідравлічні, електричні та електронні компоненти та підкомпоненти[5]

## Галерея

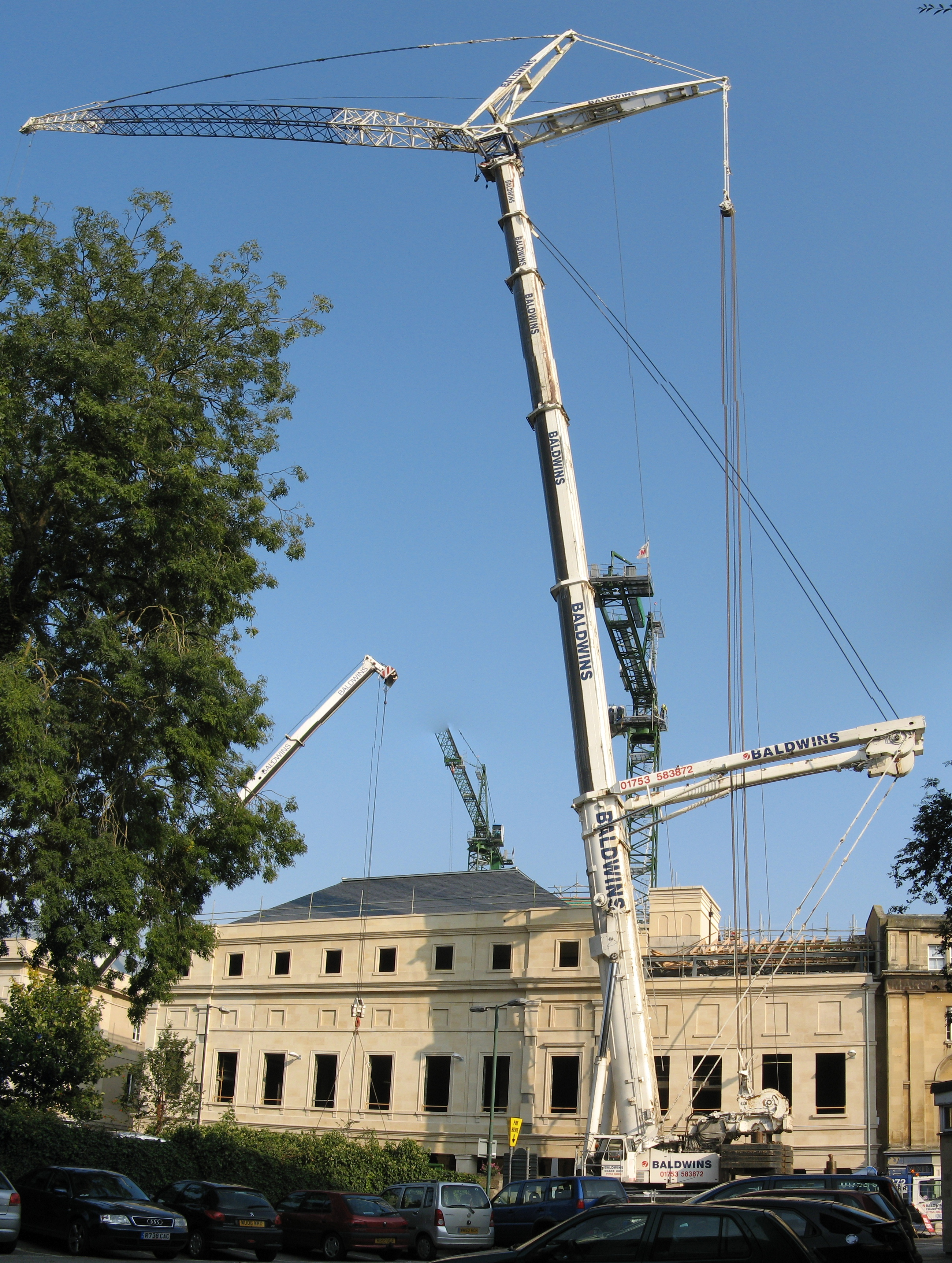
Телескопічний кран Liebherr LTM 1500
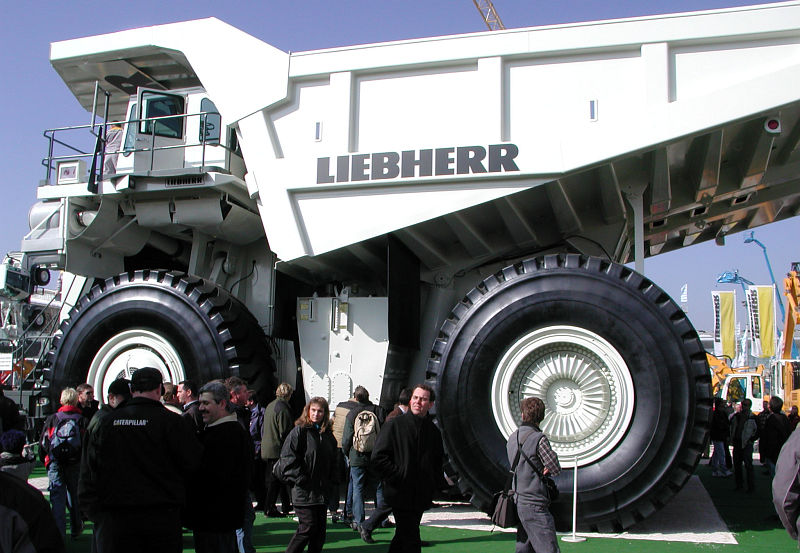
Кар'єрний самоскид Liebherr T 282 B
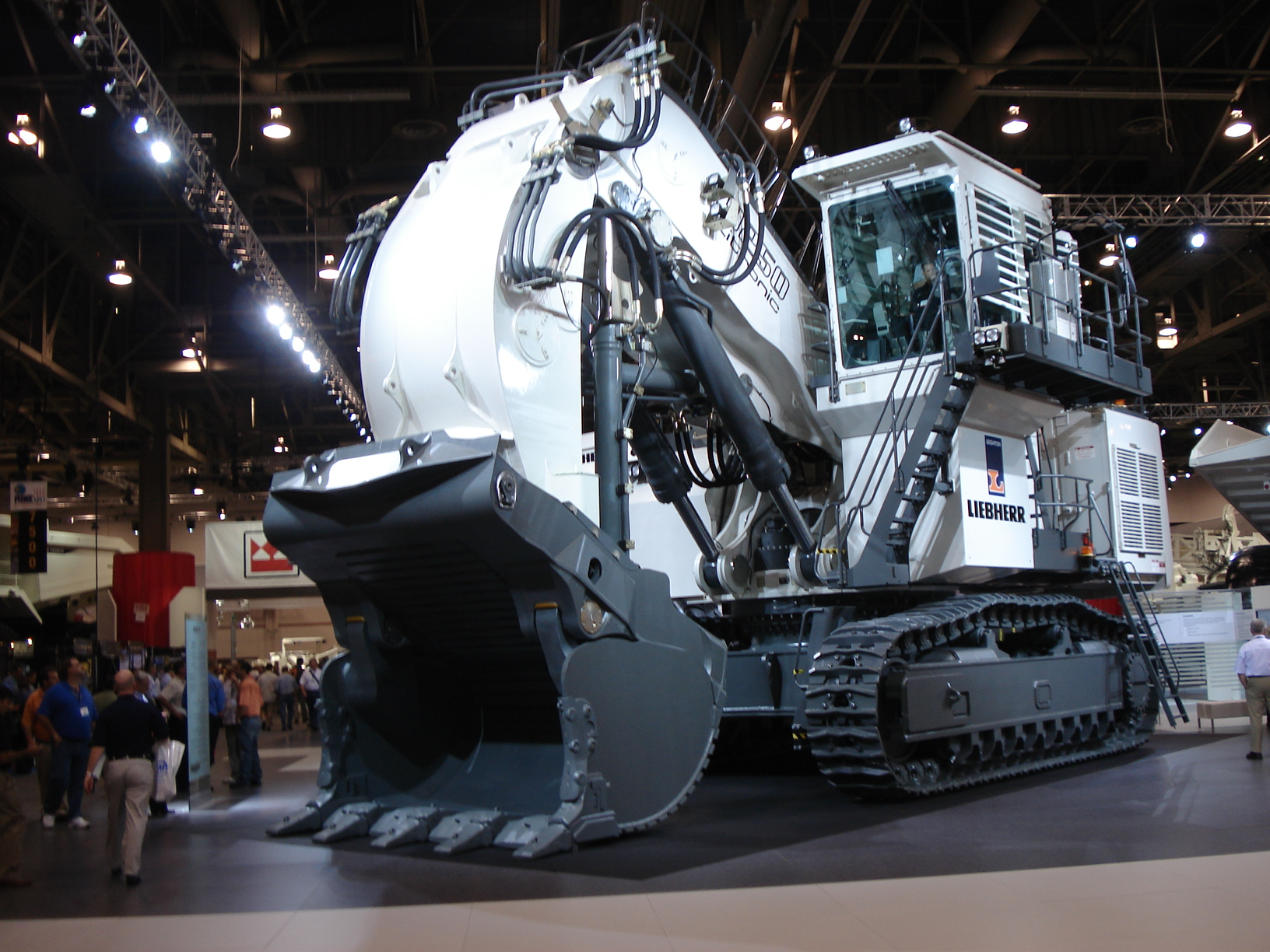
Гідравлічний екскаватор Liebherr
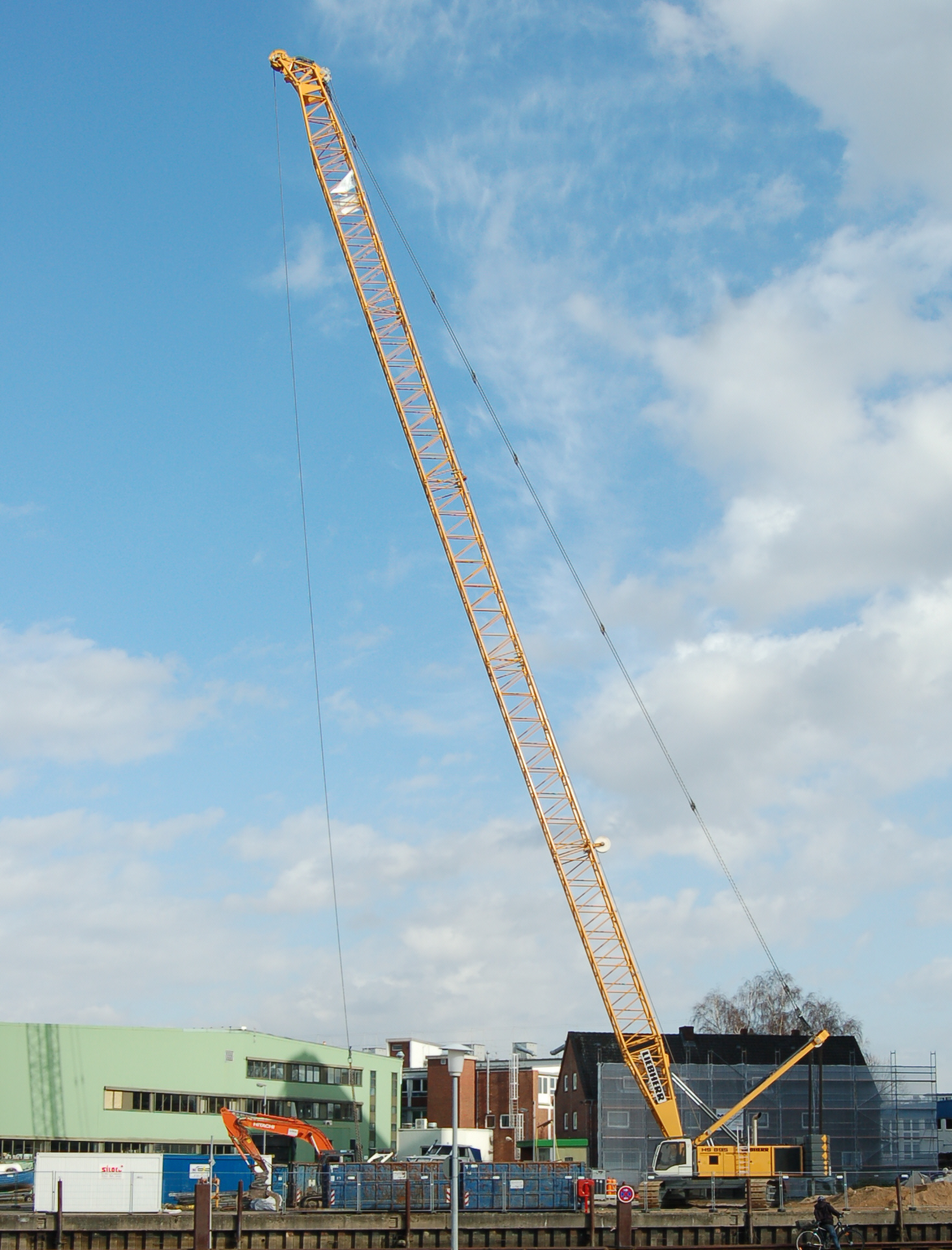
Гусеничний кран Liebherr HS 895 Hydroseilbagger
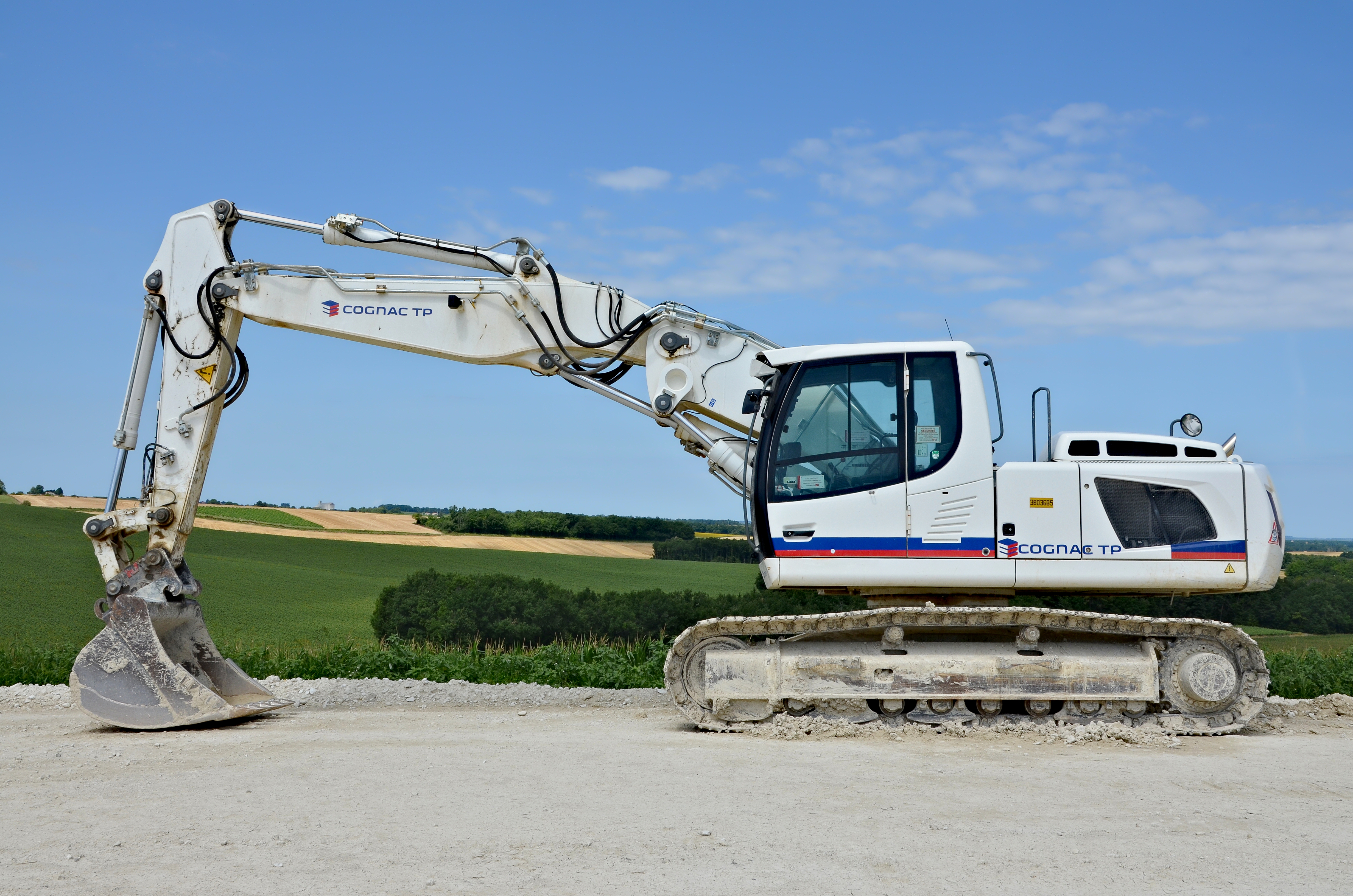
Екскаватор Liebherr R926
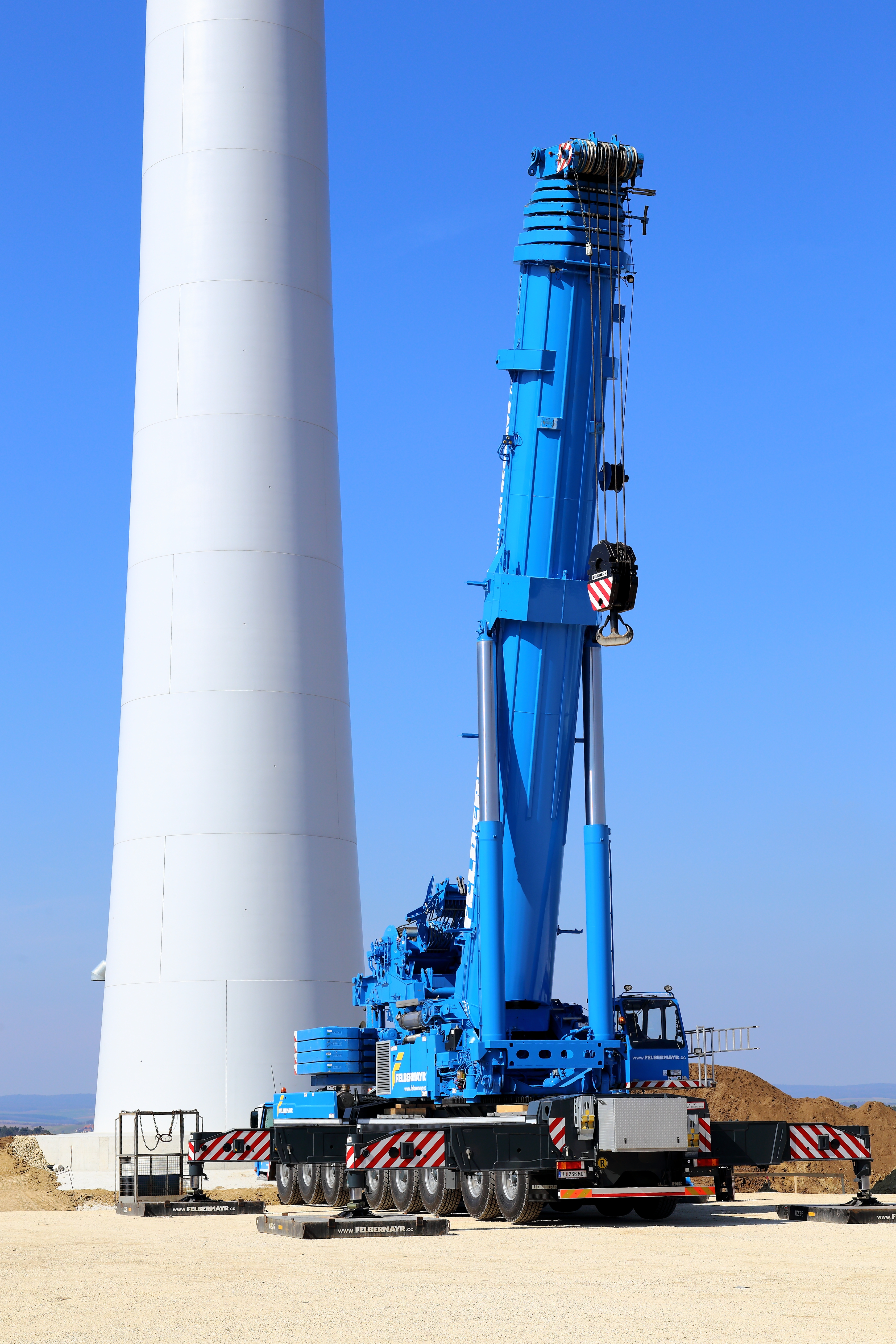
Автомобільний кран Liebherr LTM 1500-8.1
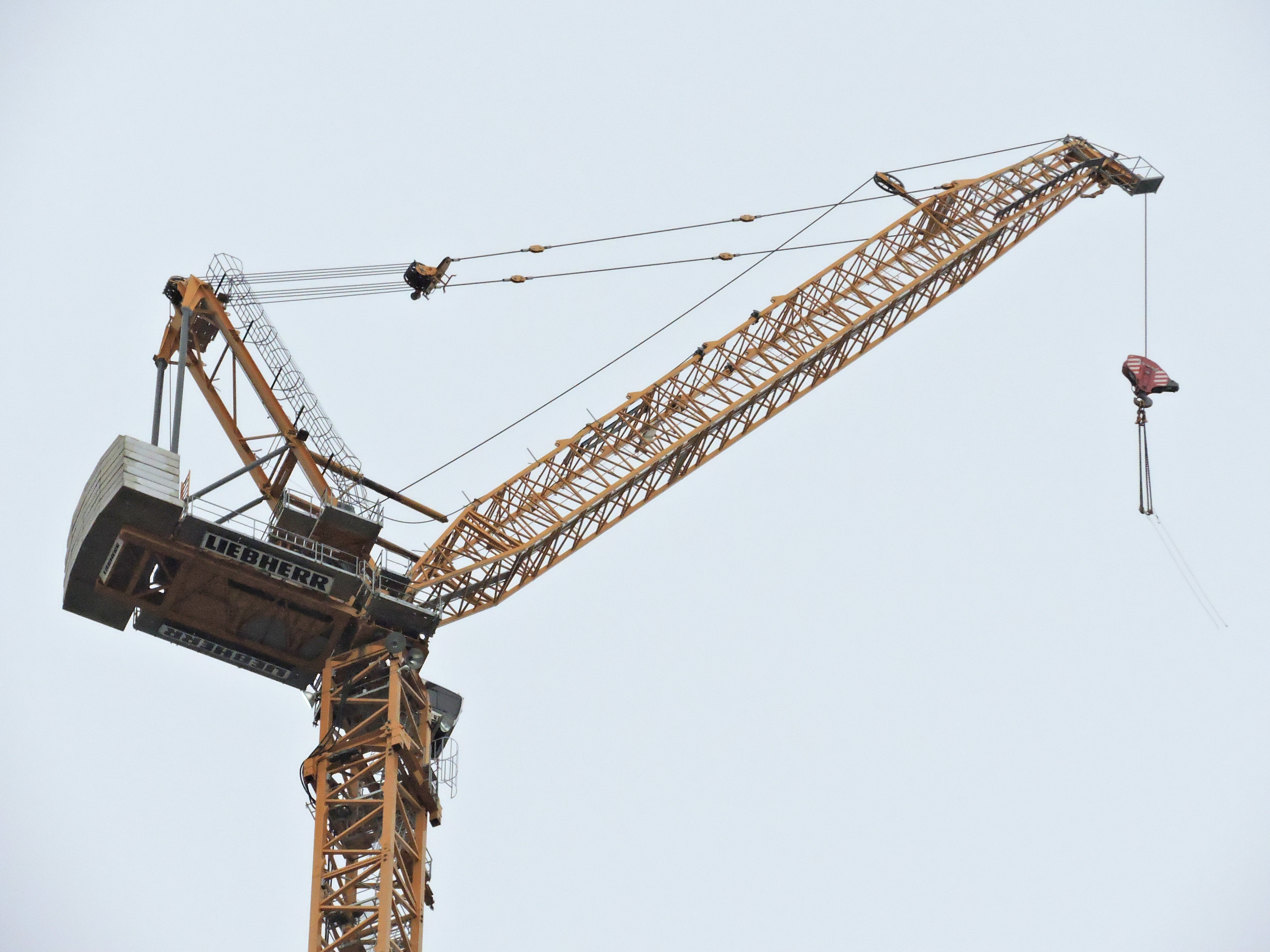
Кран Liebherr-710 HC-L 32/64 Litronic
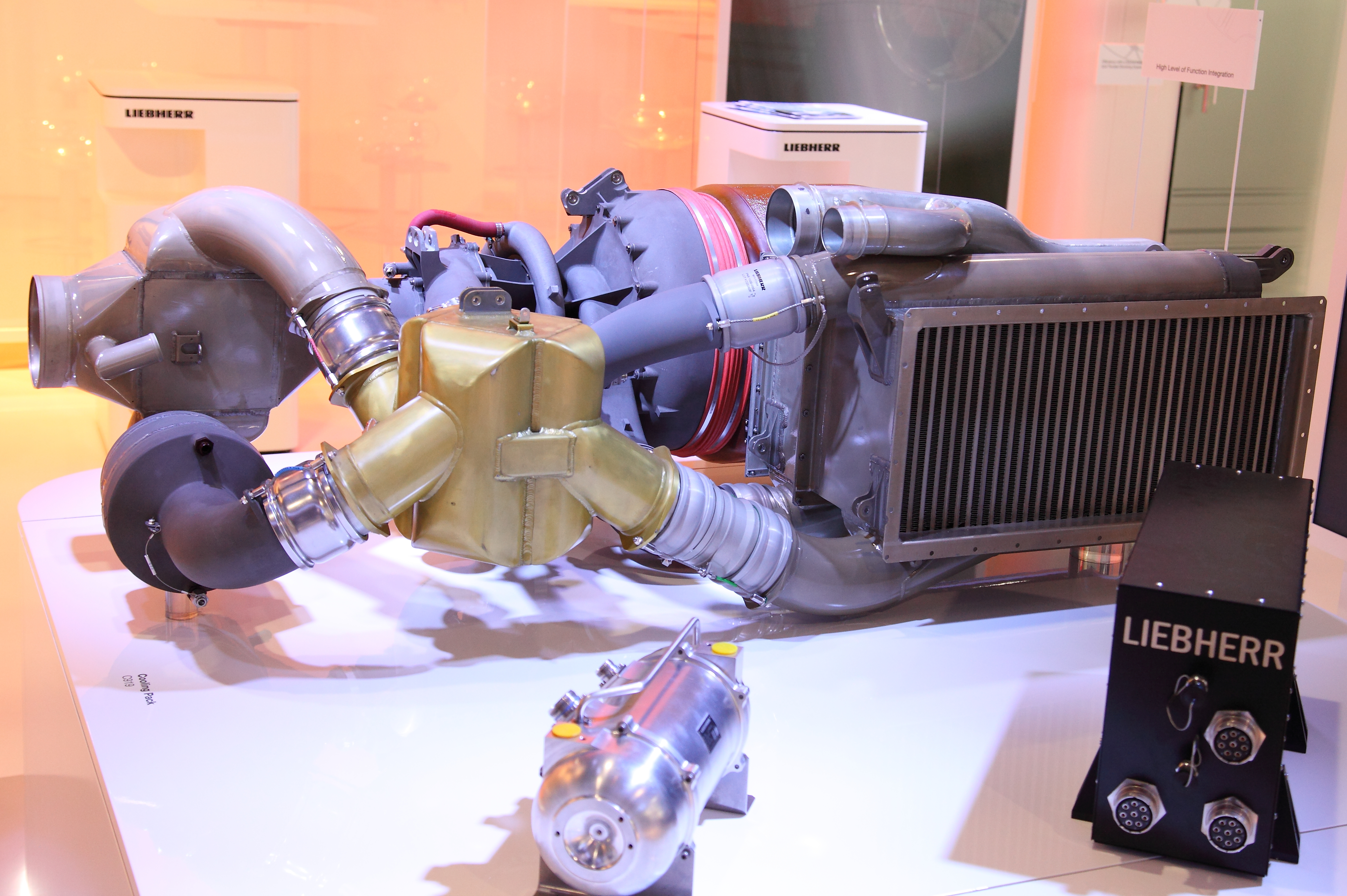
Агрегат для кондиціонування літака